# Рокавалдина
Рокавалдѝна (на италиански: Roccavaldina; на сицилиански: Roccavaddina, Рокавадина) е село и община в Южна Италия, провинция Месина, автономен регион и остров Сицилия. Разположено е на 320 m надморска височина. Населението на общината е 1149 души (към 2011 г.).